# Обстріли Миргорода
Обстріли Миргорода — серія ракетних ударів, здійснених російськими військами по місту Миргород Полтавської області під час російського вторгнення в Україну 2022 року.

## Хронологія

### 24 лютого
24 лютого 2022 року, у перші години після початку російського вторгнення в Україну 2022 року, у Миргороді відбувся обстріл військового аеродрому.

### 2 квітня
2 квітня росіяни завдали ракетного удару по Миргороду (було здійснено три обстріли). За даними влади, постраждалих не було.

### 9 квітня
9 квітня російські війська завдали ракетного удару по інфраструктурі міста, внаслідок чого було зафіксовано значні руйнування та є двоє постраждалих.

### 12 квітня
Російські війська здійснили дві повітряні атаки по Миргороду, цілями яких були інфраструктурні об'єкти міста.
18.07.2024
На сьогодні місто є постійною жертвою обстрілів зі сторони рф (боліт), не забувайте донатити на ЗСУ, тільки вони можуть це зупинити.